# Romboló érzelmek – Hogyan legyünk úrrá rajtuk? – Beszélgetések Őszentsége, a Dalai Lámával
A Romboló érzelmek – Hogyan legyünk úrrá rajtuk? – Beszélgetések Őszentsége, a Dalai Lámával (eredeti címe: Destructive Emotions: A Scientific Dialogue with the Dalai Lama) Daniel Goleman, amerikai pszichológus könyve, amelyet a Mind and Life intézet 2000-ben tartott eseménye alapján állított össze. Az eseményen a 14. dalai láma (Tendzin Gyaco) mellett részt vettek kiemelkedő nyugati tudósok, úgy mint Paul Ekman, Owen Flanagan, Francisco Varela és Matthieu Ricard.

## Tartalma
2001 májusában a Wisconsin Egyetem laboratóriumában egy tibeti buddhista szerzetes agyát vizsgálták modern műszerekkel, hogy milyen változások mennek végbe benne meditáció során. Amikor a szerzetes együttérzés meditációt (karuná) végzett a szenzorok erőteljesen elmozdultak a hatalmas boldogság érzete irányába. Goleman következtetése szerint. Goleman ezen felül számos kreatív és pozitív eredményről számol be a könyvben, amelyhez a Mind and Life intézet által szervezett 2000. márciusi, ötnapos konferencia nyújtott táptalajt. Az eseményen vezető nyugati tudósok és filozófusok találkoztak a dalai lámával az indiai Dharamszala városában, a magas rangú tibeti láma rezidenciáján. Ez volt a nyolcadik Tudat és Élet találkozó, amelyek közül hét eseményről készült később könyv. A könyvek közül a legrészletesebb és legfelhasználóbarátabb Goleman beszámolója.
A beszélgetés témáját a dalai láma ajánlotta Goleman számára, aki azután megszervezte az eseményt és meghívta a világ legkiemelkedőbb gondolkodóit és kutatóit, köztük Paul Ekman, Owen Flanagan, Francisco Varela és Matthieu Ricard. Az előadásokból származó sok különleges észrevétel és tudományos következtetés a dalai láma közreműködése mellett kerültek felszínre, aki tudományos vizsgáló szerepében szokott részt venni a Tudat és Élet konferenciákon. A könyvben a témák között szerepel többek között a zavaró érzelmek természete, az érzelem idegtudománya, vagy a tudat tudományos tanulmányozása.

## Magyarul
- Daniel Goleman: Romboló érzelmek. Hogyan legyünk úrrá rajtuk? Tudományos beszélgetések a Dalai Lámával; ford. Tótisz András; Trivium, Bp., 2005